# Sandra Pavokovic
Sandra Pavokovic (* 28. Oktober 1997 in Stuttgart) ist eine deutsche Radsportlerin in der Disziplin Bicycle Motocross.
Sandra Pavokovic ist Abiturientin und lebt in Aldingen. Sie trainiert am Olympiastützpunkt Stuttgart und ist seit 2016 Mitglied im Bundeskader des BDR BMX Race. Sie startet für die Skizunft Kornwestheim. Pavokovic ist u. a. zehnfache Deutsche Meisterin, Vize-Europameisterin 24" und hat neun Mal das Finale bei den BMX-Weltmeisterschaften erreicht. Die BMX Athletin startet mit der Carrier No. 30.
Sie gehörte von 2011 bis 2013 zum BMX Air Team anschließend zum BMX Pure Factory Team.

## Erfolge
2016
- Baden-Württembergische Landesmeisterschaft – 20" Elite Women – Bönnigheim
- Deutsche BMX Meisterschaft 20" Race Elite Women – Berlin
- Deutsche BMX Meisterschaft Time Trail Elite Women – Berlin

2015
- Baden-Württembergische Landesmeisterschaft – 20" Betzingen
- BMX-Bundesliga-Rangliste female class
- Deutsche BMX Meisterschaft 20" Junior women – Ahnatal
- Deutsche BMX Meisterschaft Time Trail Junior women – Ahnatal

2014
- Baden-Württembergische Landesmeisterschaft 20" – Strudelbach
- BMX-Bundesligarangliste 20" female class
- Deutsche BMX Meisterschaft – 20" Junior women – Vechta
- Deutsche BMX Meisterschaft Time Trail Junior women – Vechta
- Drei-Nations-Cup (Ahnatal/Zolder/Völkel)

2013
- Baden-Württembergische Landesmeisterschaft 20" – Kornwestheim
- BMX-Bundesligarangliste 20" female class
- Deutsche BMX Meisterschaft 20" – Ingersheim
- Deutsche BMX Meisterschaft Time Trail – Ingersheim
- BMX Europameisterschaft 24" – Dessel, B

2012
- Deutsche BMX Meisterschaft – 20" – Kornwestheim
- Deutsche BMX Meisterschaft Time Trail – Kornwestheim
- Baden-Württembergische Landesmeisterschaft 20" female class
- Baden-Württemberg-Cup 20" – Kornwestheim
- Baden-Württemberg-Cup 24" – Kornwestheim
- Drei-Nationen-Cup-Ahnatal

2011
- Deutsche Meisterschaft – 20" Junior women – Cottbus
- BMX Europameisterschaft 20" Haaksbergen, NL
- 9. Platz Weltmeisterschaft 20" Copenhagen, DK
- 7. Platz Weltmeisterschaft 24" Copenhagen, DK
- BMX Bundesliga Rangliste BMX-Race 20"
- BMX 1Bundesliga Rangliste 1BMX-Race 24"
- Baden-Württemberg Meisterschaft 20" Welzheim
- Baden-Württemberg-Cup 20"
- Süddeutschland-Meisterschaft 20"
- Süddeutschland-Cup 24"

2010
- Deutsche BMX Meisterschaft 20" – Erlangen
- 5. Platz Deutsche BMX Meisterschaft 24" female class
- 4. Platz BMX Europameisterschaft 20" Sandnes, N
- 7. Platz BMX Weltmeisterschaft 20" Pietermaritzburg, RSA
- 6. Platz BMX Weltmeisterschaft 24" Pietermaritzburg, RSA
- Bundesliga BMX-Race 20"
- Bundesliga 24" female class
- Baden-Württemberg Championship 20" Kornwestheim
- Baden-Württemberg-Cup 20"
- Baden-Württemberg Meisterschaft 24" female class – Kornwestheim
- Baden-Württemberg-Cup 24" female class

2009
- Baden-Württemberg Landesmeisterschaft Nussdorf
- Baden-Württemberg cup
- Baden-Württemberg cup 24" female class
- Deutsche BMX Meisterschaft 20" – Plessa
- BMX Bundesrangliste 20" female class
- 5. Platz BMX Bundesrangliste 24" female class
- 5. Platz BMX Europameisterschaft Fredericia, Dänemark
- 6. Platz Halbfinale BMX Weltmeisterschaft Adelaide, Australien